# Джел
Джел (или Илекс, на латински: Ilex) е род от над 570 вида вечнозелени или листопадни цъфтящи дървета, храсти и катерливи растения от семейство Aquifoliaceae. Разпространени са от тропиците до умерените зони, като най-известен е Ilex aquifolium, използван в коледните декорации и картички. На български е известен и като бодлива зеленика, Самодивски чемшир, Остролист, Остролистен джел. Той е вечнозелен бодлив храст, достигащ обикновено височина до 3 m, но не рядко достига размерите и формата на дърво - 10 – 12 m. Името му Ilex на латински идва от „вечнозелен дъб“ (Quercus ilex). Сроден е на лавровите гори, покривали някога Средиземноморието.
Джелът е двудомно растение (отделни индивиди имат само мъжки или само женски цветове). Цветовете са разположени на миналогодишните клонки със средата между листата и са от 2 – 4 на брой и имат 4 чашелистчета, 4 венчелистчета. При мъжките има 3 цвята, а при женските са рядко повече от 1 до 3 броя. Плодът е с месеста червена обвивка със сферична форма семената са с полулунна форма. Опрашват се от насекоми и се размножават със семена. Илексът живее много дълго – до 300 години, но както повече сенколюбиви растения, расте изключително бавно. Листата му остават целогодишно, те са тъмно зелени, твърди, лъскави, доста бодливи, но много красиви. Те са с формата на обърнато яйце с ширина 2 – 6 cm, месести, назъбени в периферията с бодли от 2 – 9 на брой по всяко листо. Цвета на листата е различен от двете страни отгоре са тъмно зелени и матирани, а отдолу са светло зелени и лъскави, при изсъхване стават черни.
Растението е сенколюбиво и се среща главно във влажни и сенчести гори от източен бук, предимно в субтропичната и преходната към умерената средиземноморска зони. заема малка площ. Също така се наблюдава много рядка плодовитост, тъй като горите, в които се среща са много етажирани. Състоянието на популацията силно се влияе от промяната в местния климат и намаляването на площта на старите гори. В България се среща най-вече в горите на Странджа планина и на запад в областта на Малко Търново в резерватите „Витаново“ и „Средока“, но и в Родопите, Средна гора, Странджа и Беласица, като цяло е доста рядко срещано растение. Общото му разпространение е на Балканския полуостров, Югозападна Азия, Кавказ и Северна Африка.
Отглеждане: Илексът е подчертано сенколюбив, но расте добре и на слънце. Някои от пъстролистните му форми се нуждаят от слънце. Предпочита влажни почви. Издържа на студ, но при -20⁰ може да получи частични измръзвания. Размножава се много трудно – и от семена и от резници. Може би затова Илексът е толкова рядък и ценен вид. Най-добре е да се засаждат малки растения, защото възрастните трудно се вкореняват.
По принцип формата на растението е неправилна. Ако се остави да расте на воля, образува плътни, пищно разперени храсти, които са красиви сами по себе си. Илексът, обаче понася добре резитба и може да се оформя като дърво, стригани форми или жив плет. За това може да се вписва в различни декоративни групи. Има много различни форми – пирамидални, плачещи или пъстролистни, с ярко оцветени с жълто, краища на листата. Така че и като единично растение Илексът е много красив, но за предпочитане са пирамидалните форми. Той е много добро решение, за да се придаде живот на оголяла през зимата градина. Отрязани, листата му са трайни. Затова много често окастрените му клонки се използват в цветарството за коледна украса, венци или красиви кошници и букети, в комбинация с други растения. Може да се намери в повечето разсадници и градински центрове в България.
Във фармакологията се използват листата на растението. Те съдържат алкалоиди и теобромин и имат слабително действие и потогонен ефект, температуропонижаваи при плеврит, скарлатина, тиф и морбили, пикочогонно действие – при асцит, подагра, ревматизъм. Приложението им е вътрешно на запарка, отвара, а в хомеопатията – за лечение на ставни и очни заболявания. Плодчетата не се използват, защото в повечето случаи причиняват признаци на отравяне с повръщане и диария.